# Lunettes Groucho

Représentation des lunettes Groucho

Les lunettes Groucho ou lunettes de Groucho Marx sont une sorte de masque de déguisement à l'effigie de l'acteur comique Groucho Marx.

## Description

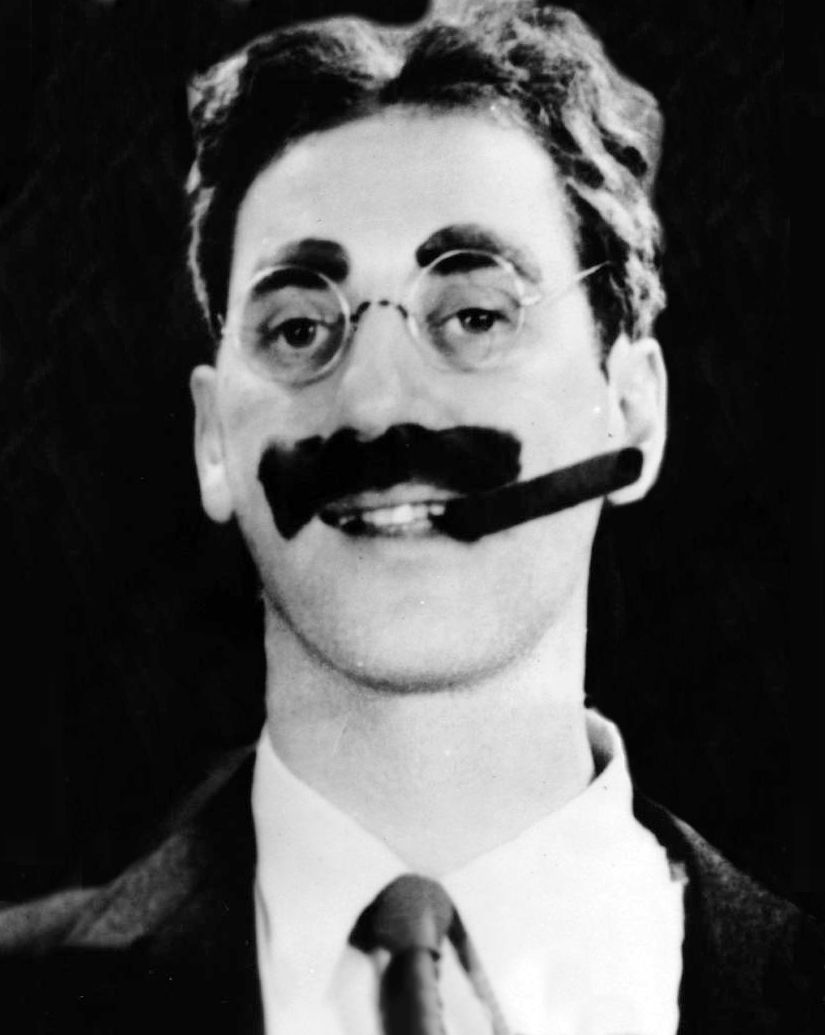
Groucho Marx, en 1931, avec son maquillage : grosse moustache et gros sourcils faits avec le noir de carbone de bouchon brûlé.

Ce masque partiel comporte une paire de lunettes généralement à cercles ronds et sans verre, à laquelle sont attachés des sourcils épais, un nez semblable à celui de Groucho, et une moustache. Un cigare, accessoire récurrent de l'acteur, est parfois ajouté. Lunettes, nez et cigare sont en plastique, alors que la moustache et les sourcils, le plus souvent noirs, peuvent être soit en tissu, soit en plastique.
En anglais, cette paire de lunettes s'appelle aussi « beaglepuss » (ou « beagle puss »), qui signifie « face de beagle ». Ce nom est dérivé de celui du « Beagle Puss Disguise Kit », kit de lunettes Groucho commercialisé par l'entreprise « Franco-American Novelty » (spécialisée dans les farces et attrapes, babioles et articles gadgets).

## Histoire

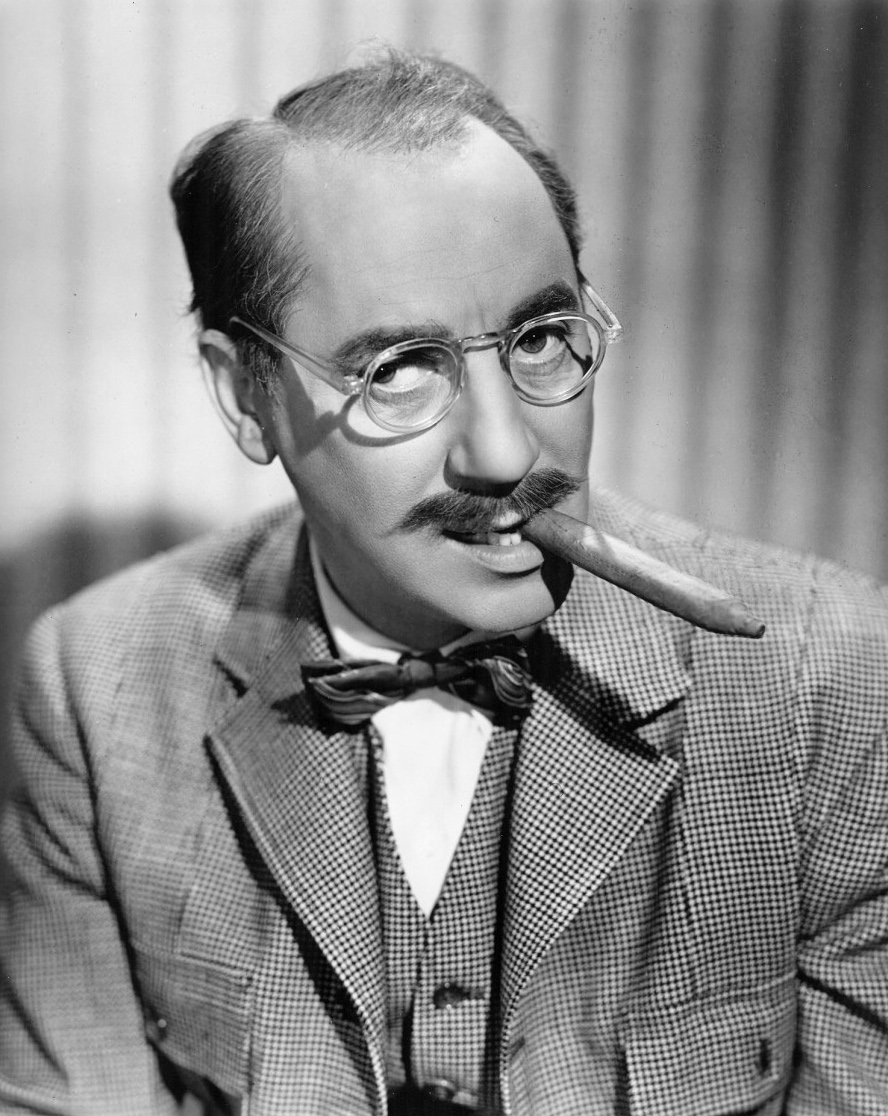
Groucho Marx en 1947. Après plusieurs années, Groucho abandonne une partie de son maquillage exagéré pour une vraie moustache et ses vrais sourcils.

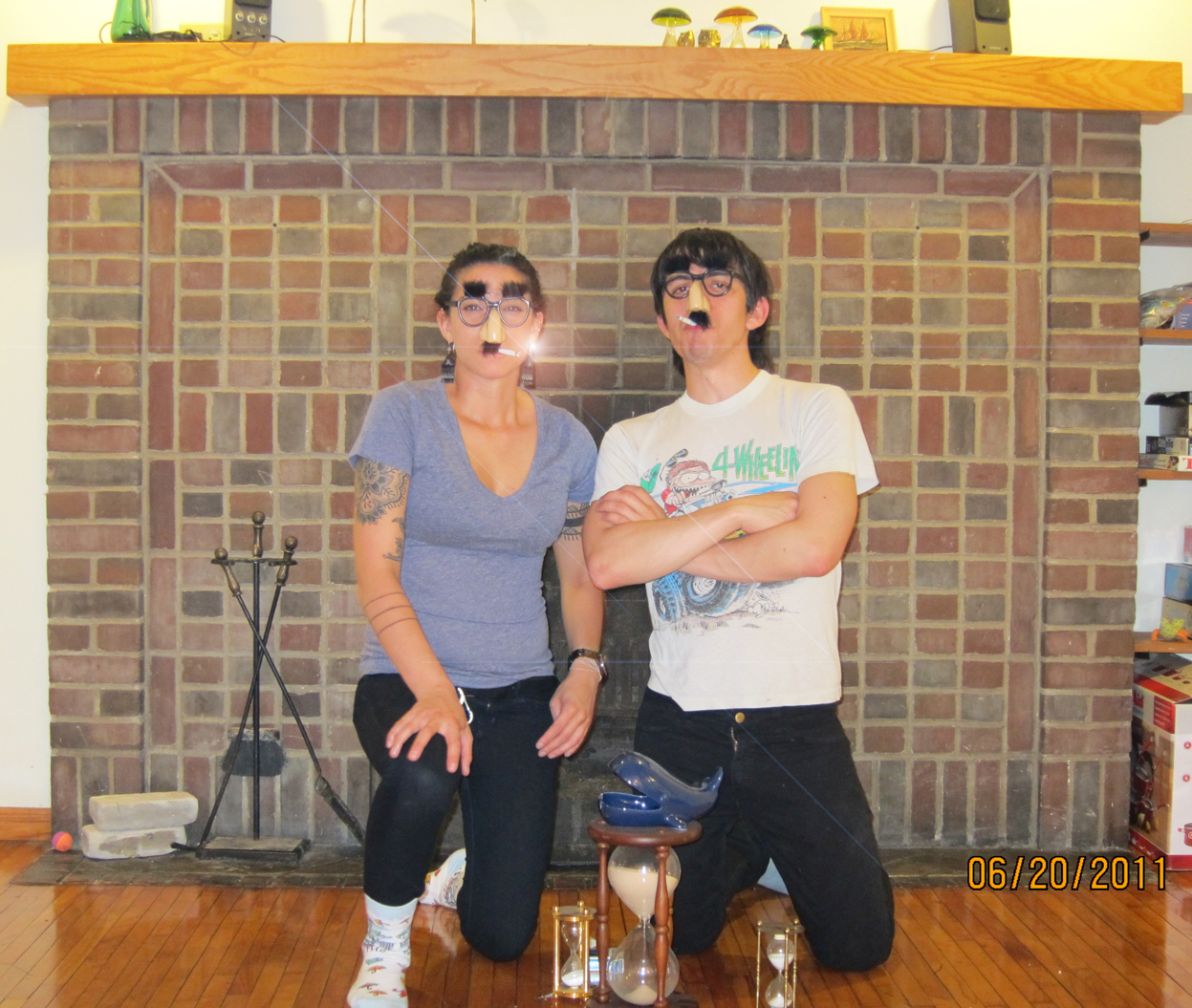
Deux personnes portant des lunettes Groucho.

Les lunettes Groucho sont un accessoire de déguisement comique qui caricature le nez plus les lunettes et le maquillage que portait Groucho Marx (sourcils et moustache dessinés avec le carbone d'un bouchon brûlé, au cours des premières années) dans ses films et ses vaudevilles sur scène.  
Considérées comme l'un des accessoires de farces et attrapes les plus utilisés et les plus représentatifs du genre, ces lunettes ont été créées au début des années 1940 ; elles sont instantanément reconnaissables par tout un chacun à travers le monde. Plus récemment, les lunettes Groucho évoquent souvent le genre comique slapstick.
Cet accessoire se trouve dans les magasins de farces et attrapes ou par Internet.
Le 21 juillet 2009, à l'occasion du Festival de cinéma en plein air de Chicago, 4436 spectateurs ont porté des lunettes Groucho en regardant La Soupe au canard (Duck Soup, 1933), un classique des Marx Brothers, battant ainsi le record mondial précédant du plus grand nombre de personnes réunies à porter ces lunettes, qui était d'un peu plus de 4000 en 2007.

## Dans les médias
- Des lunettes Groucho sont placées sur l'ordinateur dans le film La Belle et l'Ordinateur (Electric Dreams)[6].